# Arthur Andersen
Arthur Andersen var en av världens största revisorsorganisationer fram till 2002. Norrmannen Arthur Andersen grundade företaget tillsammans med Clarence DeLany som Andersen, DeLany & Co. i USA 1913 och byggde upp ett framgångsrikt internationellt nätverk. Företaget bytte namn till  Arthur Andersen & Co. 1918. Arthur Andersens första kund var Joseph Schlitz Brewing Company i Milwaukee. År 1915 öppnade Arthur Andersen sitt andra kontor, denna gång just i Milwaukee, på grund av sina kontakter i den staden.  
Förutom revision bedrevs en omfattande rådgivningsverksamhet under namnet Andersen Consulting. 1999 köptes konsultverksamheten ut av de däri verksamma delägarna efter en bitter intern strid. Andersen Consulting bytte 2001 namn till Accenture.

## Bakgrund
Arthur Andersen var tillsammans med konkurrenterna KPMG, Deloitte, Ernst & Young och PwC en av "Big Five", den grupp av stora globala revisionsjättar vilka idag benämns Big Four.

## Följder av Enronskandalen
I samband med Enronskandalen 2002 anklagades Arthur Andersen för försvårande av utredning (engelska obstructing justice) efter att anställda påståtts förstöra viss dokumentation relaterat till revisionsuppdraget i Enron. Andersen fick väldigt stora arvoden från Enron under många år. Vidare har Andersen anklagats för att företaget godkänt den kreativa redovisning som Enron tillämpade, mark to market accounting.  Enrons redovisning speglade långtifrån verkligheten i bolaget. Stora framtida vinster som inte hade någon egentlig grund, redovisades. Enron visade inte heller, genom redovisningstekniska åtgärder, företagets sanna skulder. Saken blev inte bättre av att samma revisionsbolag var inblandad i den (ekonomiskt sett) ännu större konkursen som drabbade företaget Worldcom. Verksamheten fick i princip avslutas på dagen i USA genom att myndigheterna drog in företagets licens, och ett totalt sammanbrott av den internationella organisationen följde. Efter en inledande tveksamhet uppvaktades de lokala Andersenfirmorna av andra revisionsbyrårer i de olika länderna Andersen var verksamma. I USA splittrades firman upp och delägare och anställda sökte sig till nya arbetsgivare oberoende av varandra. Idag finns fortfarande 200 anställda vid det gamla huvudkontoret i Chicago som arbetar med det rättsliga efterspelet.

## I Sverige
I Sverige var Andersen en relativt liten aktör. Förutom verksamheten i Stockholm var Andersen starka särskilt i Skåne där den framgångsrika lokala byrån Peters revisionsbyrå förvärvats. Efter Enronskandalen övertogs Andersens svenska verksamhet av Deloitte och merparten av de anställda valde att följa med. Deloitte var också en relativt liten aktör i Sverige och tillsammans kunde de sammanslagna byråerna etablera sig som Sverige fjärde största revisionsbyrå efter PwC, Ernst & Young och KPMG. Svenska Andersens sista VD Hans Pihl blev ny VD för Deloitte AB direkt efter sammanslagningen.